# Buru (langue)
Le buru est une langue austronésienne parlée en Indonésie, dans les Moluques. La langue appartient à la branche malayo-polynésienne des langues austronésiennes.

## Répartition géographique
Le buru est parlé dans l'île du même nom. Des Buru émigrés vivent aussi à Ambon et à Jakarta. Des locuteurs sont aussi présents aux Pays-Bas, parmi les réfugiés moluquois.

## Classification
Le buru est une langue maluku central, un des sous-groupes du malayo-polynésien central.

## Vocabulaire
Exemples du vocabulaire de base du buru:
| français | ambelau | Prononciation |
| -------- | ------- | ------------- |
| maison   | huma    |               |
| œuf      | telun   |               |
| oreille  | ʔliŋan  |               |
| cochon   | fafu    |               |
| poisson  | ikan    |               |
| sept     | pito    |               |
| entendre | preŋe   |               |
| blanc    | boti    |               |

## Sources
- (en) Collins, James T., Preliminary Notes on Proto-West Central Maluku: Buru, Sula, Taliabo and Ambelau, Historical Linguistics in Indonesia, Part 1 (éditeur : Robert Blust), pp. 31-45, NUSA Linguistic Studies in Indonesian and Languages of Indonesia, Volume 10, Jakarta, Badan Penyelenggara Seri NUSA, 1981.